# Libros negros
Los Libros negros (Schwarzen Büchern en alemán) son una serie de siete manuscritos privados elaborados por el psiquiatra y psicólogo suizo Carl Gustav Jung entre 1913 y 1932. Preceden a su obra posterior, el Libro rojo (Rote Buch), basándose parcialmente en los mismos.
Al igual que este último, habían permanecido inéditos, hasta su publicación en inglés el 13 de octubre de 2020 bajo el título The Black Books 1913-1932. Notebooks of Transformation (Los libros negros 1913-1932. Cuadernos de transformación). Los derechos en español fueron adquiridos por el sello El hilo de Ariadna, estando disponibles al público en 2024.

## Elaboración
Las fantasías que por entonces se le presentaban a Jung, las escribía primeramente en los Libros negros y posteriormente las transcribía al Libro rojo, ampliado con ilustraciones. 
Aniela Jaffé aclara que «los Schwarzen Büchern comprenden seis volúmenes encuadernados en piel negra; el Rote Buch, un infolio encuadernado en piel roja, contiene las mismas fantasías, pero en una forma y lenguaje retocados y en escritura gótica caligráfica, a la manera de los manuscritos medievales».
Se tratarían en definitiva realmente de siete cuadernos de anotaciones, el primero data de antes de 1902 y no está disponible al estudio. Los eventos que comenzaron el 12 de noviembre de 1913 están registrados del segundo al séptimo. Los cinco últimos cuadernos tienen cubiertas negras, de ahí su denominación, la cubierta del primero y segundo es marrón oscuro. El segundo cuaderno se conoce a menudo como el "primer diario", ya que es el comienzo del registro pertinente a los libros negros.
En su introducción al Libro rojo, Sonu Shamdasani aclara:

Desde diciembre de 1913 en adelante, siguió llevando a cabo el mismo procedimiento: inducir deliberadamente una fantasía en estado de vigilia y luego entrar en ella como si se tratara de una obra de teatro. Estas fantasías pueden ser entendidas como una especie de pensamiento dramatizado en forma pictórica. Al leer sus fantasías se vuelve evidente el impacto en Jung de sus estudios de mitología. Algunas de las figuras y las ideas provienen directamente de sus lecturas, y la forma y el estilo atestiguan su fascinación por el mundo del mito y de la épica. En los Libros negros, Jung pone por escrito sus fantasías en entradas fechadas, junto con reflexiones acerca de su estado mental y sus dificultades para comprender esas fantasías o visiones. Los Libros negros no son diarios de eventos, y hay muy pocos sueños consignados en ellos. Se trata, más bien, de los registros de un experimento. En diciembre de 1913, se refirió al primero de los libros negros como al "libro de mi experimento más difícil".

Y añade:

Al recordar esos tiempos explicó que su problema científico consistía en observar qué sucedía cuando apagaba su consciencia. El ejemplo de los sueños indicaba la existencia de una actividad de fondo, a la que él quería dar una posibilidad de emerger, tal como se hace al consumir mescalina.

## Exhibición
Tras la publicación del Libro rojo en octubre de 2009, el Rubin Museum of Art de Nueva York expuso por primera vez tanto el Rote Buch como los Schwarzen Büchern.

## Publicación
Philemon Foundation anunció en diciembre de 2012 la preparación para su publicación de los Black Books, en colaboración con la Stiftung der Werke von C. G. Jung y W. W. Norton, editor del Liber Novus, El Libro rojo.
El texto del Libro rojo se basa en el material procedente de los Libros negros elaborado entre 1913 y 1916. Aproximadamente el cincuenta por ciento del primero deriva directamente de este último, con una edición muy ligera y reelaborada. Los Libros negros no son diarios personales, sino los registros del sistema de autoexperimentación que Jung denominó su "confrontación con lo inconsciente". No registró día a día acontecimientos o eventos externos, sino sus imaginaciones activas y representaciones de sus estados mentales, junto con sus reflexiones sobre estos.
El material que Jung no incluyó en el Libro rojo es de igual interés que el que incluyó. Los Libros negros arrojan luz sobre la "confrontación con lo inconsciente" de Jung, de la que son la documentación principal, así como la génesis del Libro rojo, el ulterior desarrollo de la cosmología personal de Jung, y la realización de la psicología analítica.
La edición de las Philemon series de los Libros negros fue producida por los estudiosos que prepararon el Libro rojo. Fue editada y presentada por el editor general de la Philemon Foundation Sonu Shamdasani y traducida por Martin Liebscher, John Peck y Sonu Shamdasani. La publicación de la editorial W. W. Norton fue una edición facsímil de siete volúmenes en cartoné, designados por sus fechas, en una caja especial. Su fecha de lanzamiento fue el 13 de octubre de 2020.

## Derechos en español
Al igual que con el Libro rojo, los derechos en español de los Libros negros fueron adquiridos por el sello El hilo de Ariadna, estando disponibles al público en 2024.
Tras su presentación en el Museo de Arte Latinoamericano de Buenos Aires (MALBA) el 30 de octubre de 2024, los Libros negros fueron presentados a su vez por la Fundación Vocación Humana, a cargo del Dr. Bernardo Nante y del Prof. Leandro Pinkler, el 21 de noviembre de 2024.
En España, su presentación se celebró primero en Madrid, el 13 de mayo de 2025, a cargo de Enrique Galán Santamaría, Leandro Pinkler y Antonio de Diego González; y posteriormente en Barcelona, el 20 de mayo, a cargo de Victoria Cirlot y Leandro Pinkler.

## Edición en castellano
- Carl Gustav Jung (2024).  Sonu Shamdasani, ed. Los libros negros. 1913-1932. Cuadernos de transformación. Edición facsímil de siete volúmenes en cartoné, 1.832 páginas. Traducción Laura S. Carugati, Romina Scheuschner y Gastón R. Rossi. Supervisión Bernardo Nante. Colección Catena Aurea. Editorial El hilo de Ariadna: Malba & Fundación Costantini. ISBN 978-84-19741-00-4.

Edición original en inglés
- Carl Gustav Jung (2020).  Sonu Shamdasani, ed. The Black Books 1913-1932. Notebooks of Transformation. Edición facsímil de siete volúmenes en cartoné, 1.648 páginas. Traducción Martin Liebscher, John Peck y Sonu Shamdasani. Stiftung der Werke von C. G. Jung & W. W. Norton & Company. ISBN 9780393088649.